# 2401
2401（二千四百一、二四〇一、にせんよんひゃくいち）は、自然数また整数において、2400の次で2402の前の数である。

## 性質
- 2401は合成数であり、約数は1, 7, 49, 343, 2401である。
  - 約数の和は2801。
    - 約数の和が素数になる10番目の数である。1つ前は1681、次は3481。

  - 約数を5個もつ4番目の数である。1つ前は625、次は14641。
    - 4桁の自然数で唯一約数を5個もつ数である。
- 49番目の平方数である。1つ前は2304、次は2500。
  - n = 2 のときの 49n の値とみたとき1つ前は49、次は117649。
  - 2401 = (7 × 7)2
    - n = 7 のときの (7n)2 の値とみたとき1つ前は1764、次は3136。(オンライン整数列大辞典の数列 A016982)

  - 平方数がハーシャッド数になる19番目の数である。1つ前は2304、次は2601。(オンライン整数列大辞典の数列 A118547)
- 2401 =74
  - 7番目の4乗数 (二重平方数) である。1つ前は1296、次は4096。
    - 4乗数がハーシャッド数になる4番目の数である。1つ前は1296、次は10000。

  - n = 3 のときの (2n + 1)n+1 の値とみたとき1つ前は125、次は59049。(オンライン整数列大辞典の数列 A085528)
  - 素数 p = 7 のときの p4 の値とみたとき1つ前は625、次は14641。(オンライン整数列大辞典の数列 A030514)
- 2401 = 7 × 73
  - n = 7 のときの 7n3 の値とみたとき1つ前は1512、次は3584。(オンライン整数列大辞典の数列 A244727)
- 2401 = 777(18)
  - 十八進法での 7 の累乗数は、7 → 2D → 111 → 777 の順に大きくなる。従って、十八進法での 7 の累乗数は、冪指数が 3n + 1 の場合に、1の位は 7 になる。
- 24番目の中心つき八角数である。1つ前は2209、次は2601。
- 485番目のハーシャッド数である。1つ前は2400、次は2403。
  - 7を基とする13番目のハーシャッド数である。1つ前は2212、次は3031。
- 各位の和が7になる83番目の数である。1つ前は2320、次は2410。